# أرييل يوريبا
أرييل يوريبا (بالإسبانية: Ariel Uribe) هو لاعب كرة قدم تشيلي في مركز الوسط، ولد في 14 فبراير 1999 في فالبارايسو في تشيلي. لعب مع سانتياغو واندررز.

## وصلات خارجية
- أرييل يوريبا على موقع قاعدة بيانات كرة القدم.إي يو (الإنجليزية)
- أرييل يوريبا على موقع Soccerway.com (الإنجليزية)
- أرييل يوريبا على موقع عالم كرة القدم.نت (الإنجليزية)